# Década de 70
Séculos: Século I a.C. - Século I - Século II
Décadas: 40 50 60 - 70 - 80 90 100
Anos: 70 - 71 - 72 - 73 - 74 - 75 - 76 - 77 - 78 - 79